# Manulea derustiana
Manulea derustiana är en flenörtsväxtart som beskrevs av O.M. Hilliard. Manulea derustiana ingår i släktet Manulea och familjen flenörtsväxter. Inga underarter finns listade i Catalogue of Life.